# Gut Deesberg

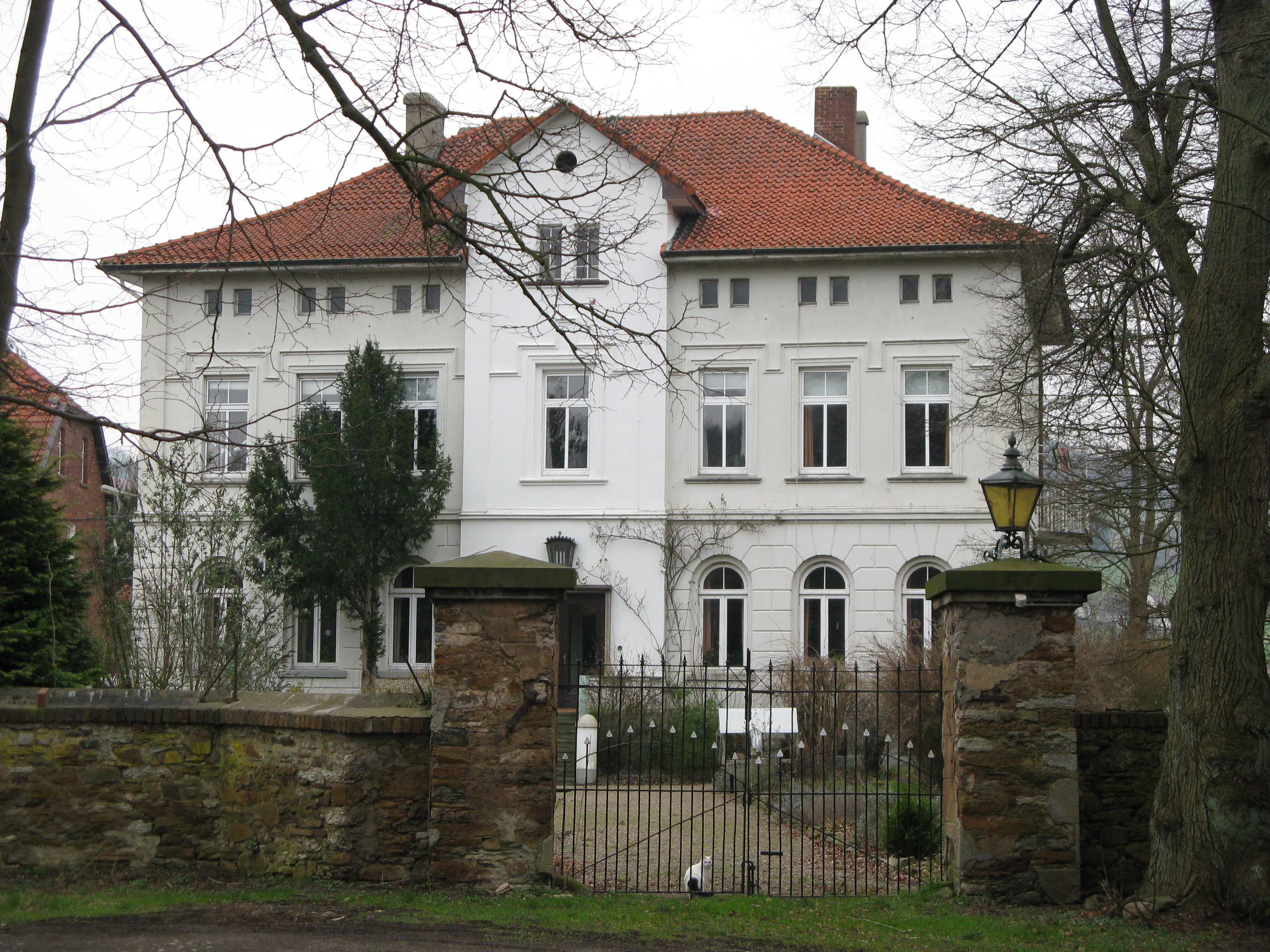
Herrenhaus Gut Deesberg

Das Gut Deesberg ist ein Herrenhaus im Ortsteil Rehme der Stadt Bad Oeynhausen im Kreis Minden-Lübbecke.

## Lage
Das Gut liegt südlich des Wiehen- und Wesergebirges westlich der Weser. 
In nordwestlicher Richtung liegt das Zentrum von Bad Oeynhausen und in südlicher Richtung die Stadt Vlotho mit der Burg Vlotho auf dem Amtshausberg.

## Geschichte
Nachweise über das Gut Deesberg sind erst aus dem 16. Jahrhundert bekannt. 1567 verlegte der Droste Bertram von Landsberg, dessen Epitaph in der St. Stephanikirche in Vlotho steht, seinen Wohnsitz von der Burg nach Deesberg. 1655 wurde das Gut vom Freiherrn von der Horst erworben. 1709 wurde die Burg auf Abbruch verkauft, das Gefängnis und die Scheune verblieben beim Gut Deesberg. Ab 1739 war das Gut staatliche Domäne. Das Gefängnis wurde 1858 aufgehoben. Die Burg Vlotho gehörte bis 1889 zum Gut.
Ende des 18. Jahrhunderts wurde die Ziegelei des Gutes vom damaligen Pächter Haccius gegründet. Nachdem die Ziegel zunächst vorwiegend nur für Baumaßnahmen des Gutes gebrannt wurden, machte der Nachfolger Carl Hentzen aus der Ziegelei einen echten Gewerbebetrieb. Frau Major Blecken von Schmeling, die in Akten des Jahres 1909 als Eigentümerin des Gutes und der Ziegelei geführt wird, stellte einen Antrag auf einen neuen Ringofen. Der Ziegeleibetrieb wurde 1962 eingestellt.

## Heutige Nutzung
Das Gut befindet sich seit 1914 im Besitz der Familie Rolfsmeyer und ist nicht öffentlich zugänglich. Bekannt wurde das Gut durch die Ziegelei, später durch die Champignonzucht und seit 1980 durch den ökologischen Landbau. Heute befinden sich einige kleine Gewerbebetriebe auf dem Gut, die die ehemaligen Ziegelei- und Champignonzuchtgebäuden nutzen. Sämtliche Acker- und Grünlandflächen werden ökologisch bewirtschaftet. Zum Anbauprogramm gehören heute: Kleegras, Getreide, Raps, Kartoffeln und auf den ehemaligen Flächen der Tongruben sogenannte Kurzumtriebsplantagen (schnellwachsende Hölzer, die alle 3-4 Jahre geerntet und zur Nutzung als Brennstoff dienen). Des Weiteren werden Mastrinder gehalten, deren Bio-Fleisch ebenso wie die anderen Produkte des Hofes direkt ab Hof verkauft werden.

## Sonstiges
- Abberufung der Domprediger ins Kloster Huysburg, Ersetzung durch Burchurd Tölle, Kellner zu Huysburg, und Adam Trumpen, Lektor der Philosophie, Forderung des Domkapitels nach einer Probepredigt, Diskussion wegen der Nichtbeteiligung der Gemeinde und Einsetzung ihre Oberen, Advocatus fisci ./. Domkapitel um das Mitwirkungsrecht des Domkapitels bei der Besetzung 1731-173738.
- Vermächtnis eines Kapitals beim Drosten von der Horst zu Vlotho durch die Witwe Tegeder bzw. durch den + Landrat Schorlemmer beim Organisten Clusmeyer zu Schlüsselburg zugunsten der „Todesangst-Bruderschaft“: Konkurs der Schuldner (Gut Deesberg) 1732–1738/39. Verzeichnis der Einkünfte
- Abberufung des Adam Trumpen zur Übernahme des Priorats in Huysburg, Ersetzung durch Pater Matthias Dorffmüller, Auseinandersetzung um das Bestätigungsrecht der Regierung 1738150. Horst-Deesbergische Konkurs 1740158. Verzeichnis der Einkünfte der Domprediger in der Stadt Minden 1741163. 1731-1749